# Inno e Marcia Pontificale
Inno e Marcia Pontificale (deutsch Päpstliche Hymne und Marsch) wurde im Jahr 1950 – aus Anlass des Heiligen Jahres – zur Nationalhymne der Vatikanstadt erhoben. Offiziell als Hymne intoniert wurde der Inno bereits am 24. Dezember 1949. Er ersetzte die Marcia Trionfale von Vittorino Hallmayr, die alte Hymne des Kirchenstaates seit 1857.
Allerdings ist der Inno e Marcia Pontificale keine Nationalhymne im eigentlichen Sinne, sondern insbesondere in seiner lateinischen Fassung eher als Hymne auf den Souverän – im Staat der Vatikanstadt der Papst – anzusehen. Es handelt sich also nicht um eine Hymne für das Land, sondern den Souverän wie Königshymnen oder die US-Präsidentenhymne Hail to the Chief. 
Der lateinische Text stammt von Evaristo d’Anversa († 1968), der italienische von Antonio Allegra (1905–1969). Die Melodie wurde von Charles Gounod (1818–1893) komponiert. Letztere wurde bereits am 11. April 1869 im Beisein von Papst Pius IX. erstmals intoniert, konnte aber 81 Jahre lang die Hallmayr-Hymne nicht ersetzen.
1993 wurde eine lateinische Fassung unter dem Titel O Felix Roma erstmals öffentlich aufgeführt. Während die Fassung Roma alma parens und die italienische Fassung Roma immortale textlich weitgehend übereinstimmen, handelt es sich bei O Felix Roma um eine vollständige Neufassung, die den Papst als Kirchenoberhaupt in den Mittelpunkt stellt. Am 16. Oktober 1993 wurde O Felix Roma aus Anlass des 15. Jubiläums des Amtsantritts Johannes Pauls II. durch das Orchester des Mitteldeutschen Rundfunks erstmals öffentlich aufgeführt.

## Hymne und Pontifikalmarsch

### Italienische Fassung: Roma immortale

#### Hymne
Roma immortale di Martiri e di Santi,

Roma immortale accogli i nostri canti:

Gloria nei cieli a Dio nostro Signore,

Pace ai Fedeli di Cristo nell’amore.

A Te veniamo, Angelico Pastore,

In Te vediamo il mite Redentore,

Erede Santo di vera e santa Fede;

Conforto e vanto a chi combatte e crede,

Non prevarranno la forza ed il terrore,

Ma regneranno la Verità, l’Amore.

#### Pontifikalmarsch
Salve, Salve Roma, patria eterna di memorie,

Cantano le tue glorie mille palme e mille altari.

Roma degli apostoli, Madre e guida dei Rendenti,

Roma luce delle genti, il mondo spera in te!

Salve, Salve Roma, la tua luce non tramonta,

Vince l’odio e l’onta lo splendor di tua beltà.

Roma degli Apostoli, Madre e guida dei Redenti,

Roma luce delle genti, il mondo spera in te!

### Lateinische Fassung: Roma alma parens
| Text von Evaristo d’Anversa | Übersetzung |
| Roma, alma parens sanctorum martyrumque, nobile carmen te decet sonorumque; gloria in excelsis paternae maiestati, pax et in terra fraternae caritati. Ad te clamamus, angelicum pastorem: quam vere refers tu mitem Redemptorem! Magister sanctum custodis dogma Christi, quod unum vitae solamen datur isti. Non praevalebunt horrendae portae infernae, sed vis amoris veritatisque aeternae. Salve, Roma! In te aeterna stat historia, inclyta fulgent gloria monumenta tot et arae. Roma Petri et Pauli, cunctis mater tu redemptis, lumen cunctae in facie gentis mundique sola spes! Salve, Roma, cuius lux occasum nescit: splendet, incandescit et iniquo oppilat os. Pater beatissime, annos Petri attinge, excede! Unum, quaesumus, concede: tu nobis benedic. | Rom, fruchtbare Gebärerin von Heiligen und Märtyrern, dir gebührt ein edles und klangvolles Lied; Ehre in der Höhe der Majestät des Vaters, und Friede auf Erden der brüderlichen Liebe. Zu dir rufen wir, dem engelgleichen Hirten [dem Papst]: wie wahrhaftig stellst du den milden Erlöser dar! Als Lehrer bewachst du die heilige Lehre Christi, die als einziger Trost für dieses Leben gegeben wird. Nicht die schrecklichen Pforten der Hölle werden siegen, sondern die Kraft der Liebe und der ewigen Wahrheit. Sei gegrüßt, Rom! In dir besteht eine ewige Geschichte, von erhabenem Ruhm glänzen so viele Denkmäler und Altäre. Rom des Petrus und des Paulus, für alle Erlösten bist du Mutter, ein Licht im Angesicht allen Volks und einzige Hoffnung der Welt. Sei gegrüßt, Rom, dessen Licht keinen Untergang kennt: Es glänzt, es strahlt auf und verschließt dem Frevler den Mund. Seligster Vater [Papst], erreiche und übertriff die Jahre des Petrus! Das Eine, bitten wir, gewähre: Segne uns! |

### Übersetzung der italienischen Fassung

#### Hymne
Unsterbliches Rom der Märtyrer und der Heiligen,

Unsterbliches Rom, nimm unsere Gesänge entgegen:

Ruhm in den Himmeln Gott unserem Herrn,

Friede den Gläubigen Christi in Liebe.

Zu Dir begeben wir uns, Du engelsgleicher Hirte,

In Dir sehen wir den uns gesandten Erlöser,

Du heiliger Erbe des wahren und heiligen Glaubens,

Zuflucht und Schutz derer, die da kämpfen und glauben.

Die Gewalt und der Schrecken werden nicht obsiegen,

Sondern die Wahrheit und die Liebe werden herrschen.

#### Pontifikalmarsch
Gegrüßt seist Du, Rom, ewiges Vaterland des Gedächtnisses,

Es singen Deinen Ruhm tausend Palmen und tausend Altäre.

Rom der Apostel, Mutter und Führerin der Erlösten,

Rom, Du Licht der Völker, auf Dich hofft die Welt!

Gegrüßt seist Du, Rom, Dein Licht wird nicht erlöschen.

Die Pracht Deiner Schönheit bezwingt Hass und Schande.

Rom der Apostel, Mutter und Führerin der Erlösten,

Rom, Du Licht der Völker, auf Dich hofft die Welt!

## O Felix Roma
Der lateinische Text O Felix Roma stammt von Raffaello Lavagna (1918–2015) und ist zu derselben Melodie wie die italienische Fassung, jedoch mit vier Stimmen zu singen.

### Text der Hymne

#### Chorus
O felix Roma – o Roma nobilis:

Sedes es Petri, qui Romae effudit sanguinem,

Petri cui claves datae

sunt regni caelorum.

Pontifex, Tu successor es Petri;

Pontifex, Tu magister es tuos confirmans fratres;

Pontifex, Tu qui Servus servorum Dei,

hominumque piscator, pastor es gregis,

ligans caelum et terram.

Pontifex, Tu Christi es Vicarius super terram,

rupes inter fluctus, Tu es pharus in tenebris;

Tu pacis es vindex, Tu es unitatis custos,

vigil libertatis defensor; in Te potestas.

#### Vox acuta, vox altera ab acuta
Tu Pontifex, firma es petra, et super petram

hanc aedificata est Ecclesia Dei.

#### Vox media, vox gravis
Pontifex, Tu Christi es Vicarius super terram,

rupes inter fluctus, Tu es pharus in tenebris;

Tu pacis es vindex, Tu es unitatis custos,

vigil libertatis defensor; in Te potestas.

#### Chorus
O felix Roma – O Roma nobilis.

### Übersetzung

#### Chor
O glückliches Rom, o edles Rom,

Du bist Sitz des Petrus, der zu Rom sein Blut vergoss,

Des Petrus, dem die Schlüssel überreicht worden sind

Zum himmlischen Königreich.

Du, Papst, bist Nachfolger Petri,

Du, Papst, bist der Meister und die Stütze deiner Brüder,

Du, Papst, bist Diener der Diener Gottes,

Und Menschenfischer, Hirt Deiner Herde,

Bindeglied zwischen Himmel und Erde.

Du, Papst, bist Stellvertreter Christi auf Erden,

Fels in der Brandung, Leuchtturm in der Dunkelheit,

Du bist Schützer des Friedens, Du bist der Wächter der Einheit,

Wachsamer Verteidiger der Freiheit; Dein ist die Herrschaft.

#### Sopran und Alt
Du, Papst, bist der feste Fels; und auf diesem Felsen

Ist Gottes Kirche gebaut.

#### Tenor und Bass
Du, Papst, bist Stellvertreter Christi auf Erden,

Fels in der Brandung, Leuchtturm in der Dunkelheit,

Du bist Schützer des Friedens, Du bist der Wächter der Einheit,

Wachsamer Verteidiger der Freiheit; Dein ist die Herrschaft.

#### Chor
O glückliches Rom, o edles Rom.